# Valea Nenii, Argeș
Valea Nenii este un sat în comuna Priboieni din județul Argeș, Muntenia, România.